# Wodka Gorbatschow

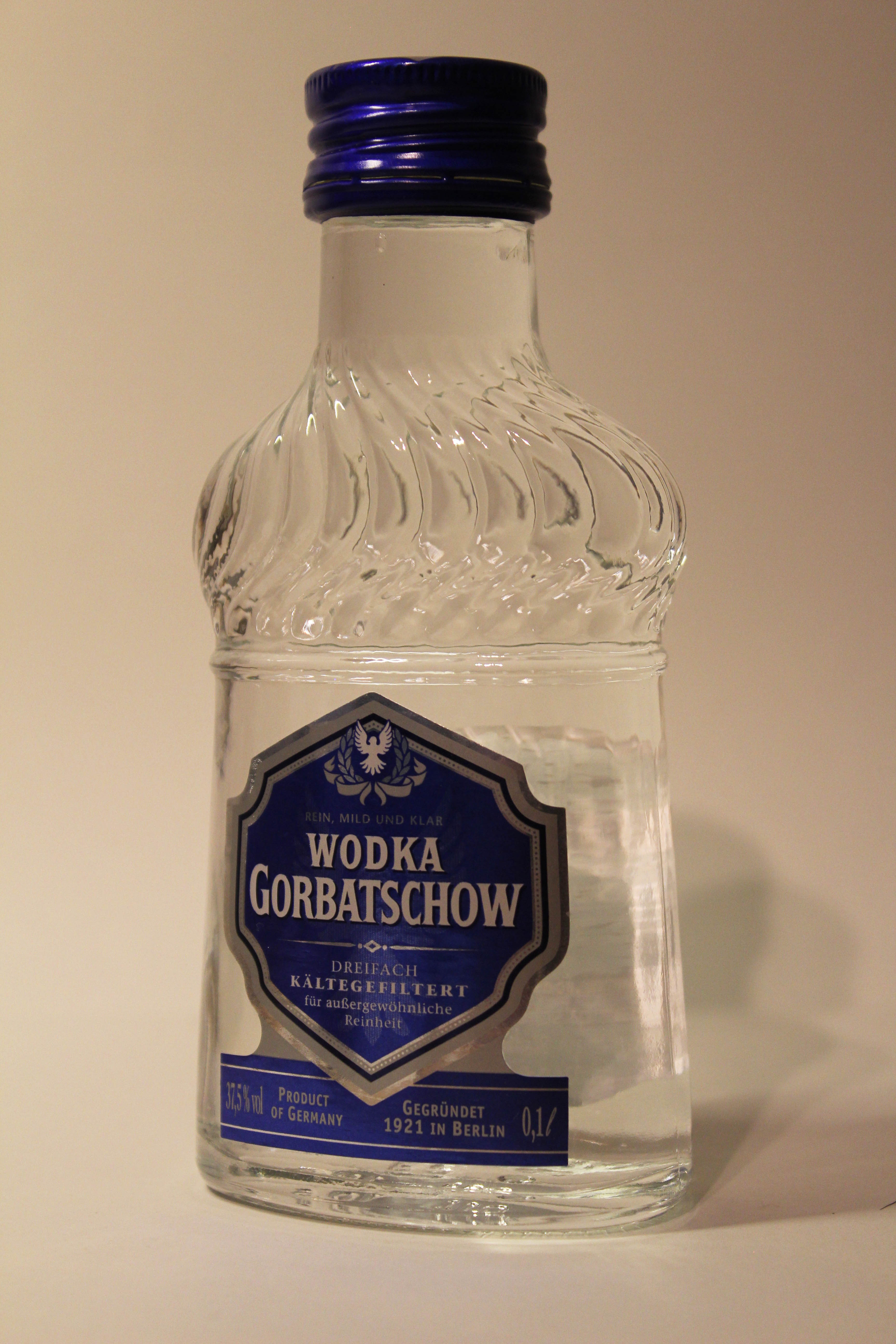
Wodka Gorbatschow in einer 0,1-Liter-Flasche

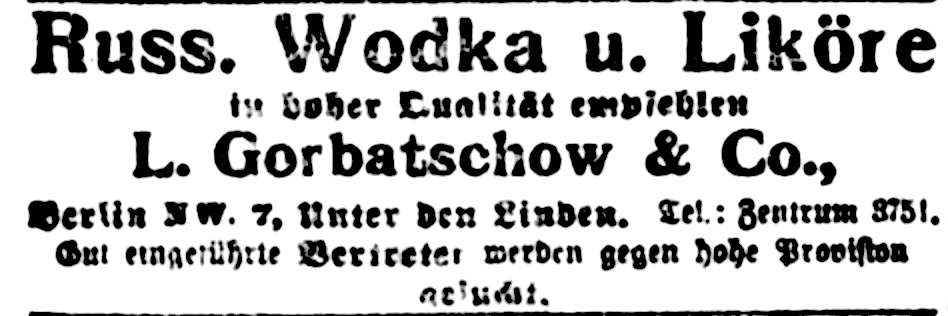
Werbeanzeige 1921 im Berliner Tageblatt

Wodka Gorbatschow ist eine Wodkamarke, die seit 1921 in Berlin hergestellt wird. Sie gehört zu Henkell Freixenet, seit November 2021 Mitglied der Geschwister Oetker Beteiligungen KG. Die Marke ist nicht nach dem ehemaligen sowjetischen Staats- und Parteichef Michail Gorbatschow benannt, sondern nach dem Firmengründer Lew Leontjewitsch Gorbatschow.

## Geschichte
Lew Gorbatschow (eigentlich Lew Leóntjewitsch Gorbatschów, russisch Лев Леонтьевич Горбачев', von der Unternehmenswerbung später als Leo Leontowitsch Gorbatschow bezeichnet), Betreiber einer Wodkadestillerie in St. Petersburg, flüchtete während der Oktoberrevolution mit seiner Familie nach Berlin, wo er am 28. April 1921 die Genehmigung erhielt, Wodka herzustellen. Der Markenname, die charakteristische Flasche, die an den Zwiebelturm einer russisch-orthodoxen Kirche erinnert, und das blaue Etikett wurden 1923 von der L. Gorbatschow & Co., die ihren Sitz zunächst Unter den Linden, später in der Bayreuther Straße hatte, als Warenzeichen eingetragen. 1928 wurde der bisherige Gesellschafter Josef Kramer Alleininhaber. Das in Gorbatschow Liköre J. Kramer & Co. umbenannte Unternehmen hatte den Sitz in der Ansbacher Straße in Schöneberg. Die Aktiengesellschaft meldete 1929 Konkurs an.
1938 wurde der Betrieb als jüdisches Unternehmen liquidiert und im Zuge der Arisierung vom Apotheker und promovierten Pharmazeuten Otto Ludwig Heinen übernommen. Die Firma lautete ab 1942 Gorbatschow-Liköre Dr. Heinen u. Barth. Heinen war ab 1939 Mitglied der Waffen-SS und wurde 1940 SS-Obersturmführer. 1943 wurde er auf Befehl des Reichsführers SS in einem Verfahren wegen Volltrunkenheit zum SS-Schützen degradiert und in die SS-Totenkopfverbände kommandiert. Bis 1946 war er interniert und wurde 1948 im Rahmen der Entnazifizierung als Entlasteter eingestuft.

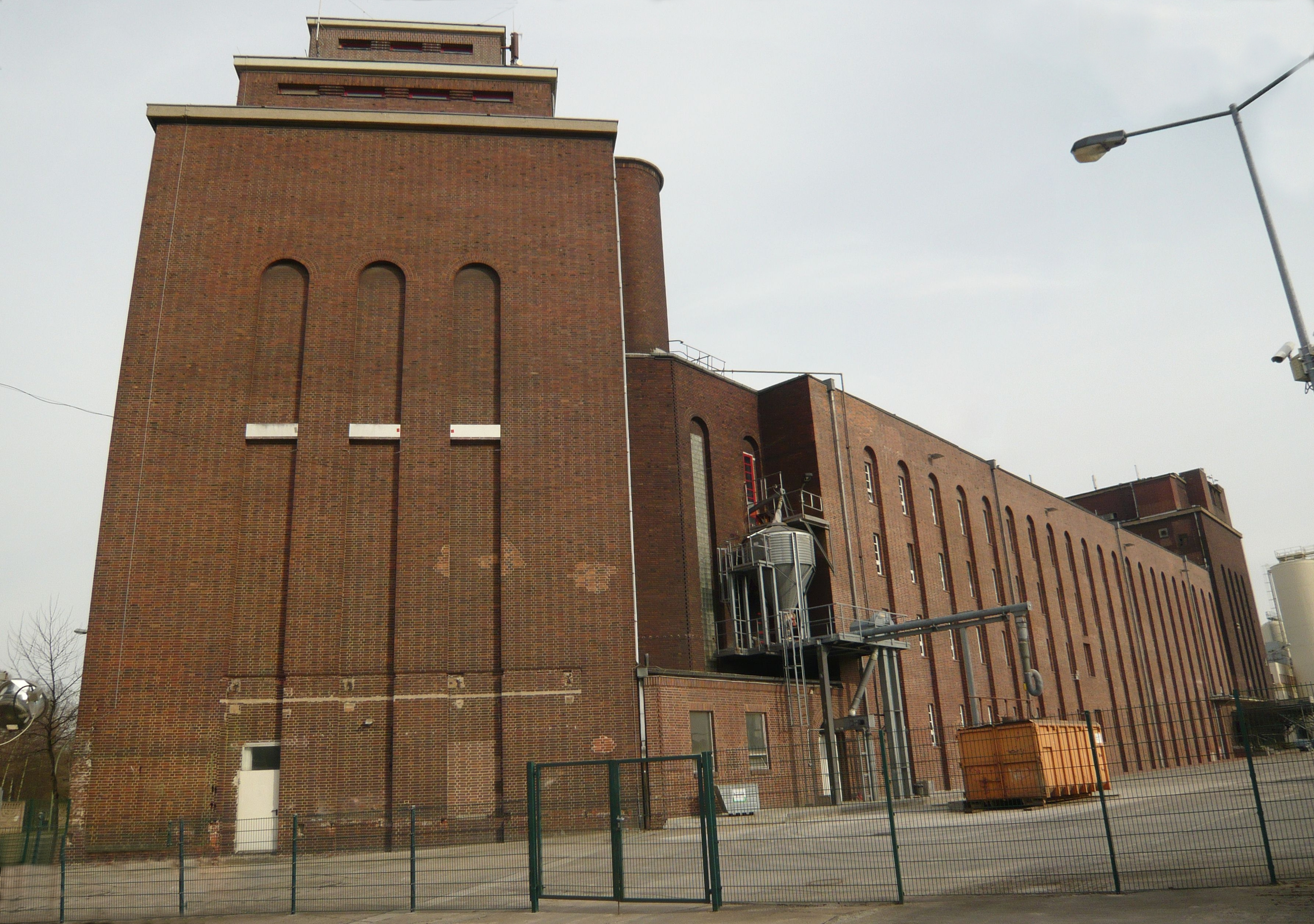
Produktionsstätte in der Berliner-Kindl-Schultheiss-Brauerei

Nach dem Krieg hieß das Unternehmen Gorbatschow-Liköre Dr. Heinen & Co. und hatte seinen Sitz in der Ost-Berliner Immanuelkirchstraße. In den 1950er Jahren hatte Gorbatschow-Liköre Barth unter dem neuen Direktor Arthur Barth, der bereits vor dem Krieg in das Unternehmen eingetreten war, seinen Sitz im West-Berliner Ortsteil Friedenau. In München bestand in den 1950er Jahren in der Rosenheimer Straße 145 noch die pharmazeutische Fabrik Dr. Otto Ludwig Heinen, die etwa den Sirup Heinen und (zur Kreosot-Therapie) die Capsulae Heinen als Hustensaft und Halsentzündungen anbot.
1960 erwarb die Söhnlein Rheingold KG die Unternehmensmehrheit von Gorbatschow-Wodka Arthur Barth mit Sitz in der Schöneberger Goltzstraße. Später hatte das Unternehmen „Gorbatschow Wodka GmbH“ seinen Sitz am Salzufer im Bezirk Charlottenburg. Bis 2012 gehörte das Gorbatschow-Haus zur TU Berlin und ist heute Teil eines Bürokomplexes. In den 1990er Jahren hatte das Unternehmen seinen Sitz in der Kienhorststraße in Reinickendorf, wo zuvor das zu Edeka gehörige Unternehmen Corona Spirituosen produziert hatte.
Die Produktion findet heute in der Berliner-Kindl-Schultheiss-Brauerei in der Indira-Gandhi-Straße in Alt-Hohenschönhausen statt. 2021 war Wodka Gorbatschow der meistverkaufte in Deutschland hergestellte Wodka (22,5 Millionen 1/1-Flaschen).

## Slogan „Des Wodkas reine Seele“
Seit 1975 wurde Wodka Gorbatschow bundesweit unter dem Slogan „Des Wodkas reine Seele“ vermarktet, der auf das Motiv der russischen Seele anspielt und zum geflügelten Wort wurde. Laut einem Bericht des Spiegel entstand der Slogan, nachdem sowjetische Wodkahersteller auf den westdeutschen Markt drängten.

## Herstellungsverfahren
Nach dem ursprünglichen Familienrezept Gorbatschows wurde der Wodka zweimalig über Holzkohle filtriert. Zwischen 2007 und 2014 kam die dreifache Kältefiltration, bei der der Wodka dreifach über Aktivkohle filtriert wurde, zur Anwendung. Seit 2015 wird durchgehend eine vierfache Kältefiltration angewendet.

## Varianten
Es gibt verschiedene Arten und Abfüllungsgrößen von Wodka Gorbatschow. Am verbreitetsten ist die 0,7-Liter-Flasche mit blauem Etikett und 37,5 % Vol. Alkoholgehalt.
| Variante                    | Etikett | Alkoholgehalt | Markteinführung | Abfüllungsgröße                                | Anmerkungen                           |
| --------------------------- | ------- | ------------- | --------------- | ---------------------------------------------- | ------------------------------------- |
| Wodka Gorbatschow           | Blau    | 37,5 %        |                 | 1l; 0,7l; 0,2l; 0,1l; 40ml Miniatur; 3l Magnum |                                       |
| Wodka Gorbatschow 40%       | Blau    | 40 %          |                 | 1l                                             | nur für den Export bestimmt           |
| Wodka Gorbatschow 50%       | Schwarz | 50 %          |                 | 1l; 0,7l                                       | nur für die Gastronomie bestimmt      |
| Wodka Gorbatschow 60%       | Rot     | 60 %          |                 | 1l                                             | nur für den Export bestimmt           |
| Wodka Platinum 44           | Blau    | 44 %          | 2003            | 0,7l; 3l Magnum                                | andere Herstellungsart & Flaschenform |
| Wodka Gorbatschow Citron    | Gelb    | 37,5 %        | 2008            | 0,7l                                           | leicht mit Zitrone aromatisiert       |
| Wodka Gorbatschow Raspberry | Pink    | 37,5 %        |                 | 0,7l                                           |                                       |
| Gorbatschow & Lemon         |         | 10 %          | 2010            | 0,33l Dose                                     | Mischgetränk im Stil Wodka Lemon      |
| Gorbatschow & Orange        |         | 10 %          | 2014            | 0,33l Dose                                     | Mischgetränk im Stil Wodka Orange     |
| Gorbatschow & Maracuja      |         | 10 %          | 2016            | 0,33l Dose                                     | Mischgetränk im Stil Wodka Maracuja   |
| Gorbatschow & Energy        |         | 10 %          |                 | 0,33l Dose                                     | Mischgetränk im Stil Wodka Energy     |